# Путатан
Путатан (малайск. Pekan Putatan) — город в округе Путатан, штат Сабах, Малайзия. Расположен между округами Пенампанг на востоке, Папар на юге и Кота Кинабалу на севере. Омывается водами Южно-Китайского моря. Первоначально Путатан был частью округа Пенампанг, но с 1 марта 2007 года был отделен от администрации округа Пенампанг и стал полноправным округом в Сабахе. Путатан является самым маленьким и самым молодым округом в штате Сабах.

## Происхождение
Путатан — город, который стал административным центром британского правительства во время Северной Чартерной компании Борнео в 1884 году, когда он находился под управлением правительства Султаната Бруней.
Путатан получил свое название от дерева под названием Putat Tree, которое растет вокруг города.
Город был известен британским колонизаторам как «город Путат», но на местном диалекте называется Путатан.

## История
Путатан стал полноправным округом 1 марта 2007 года. 30 апреля 2011 года Путатан был официально объявлен полноправным округом и городом-округом в штате Сабах.

## Туризм
В Путатане есть несколько достопримечательностей, например Парк дикой природы Лок Кави, который часто привлекает местных и иностранных туристов. Парк представляет собой сочетание зоопарка и ботанического сада.
Также, обсерватория Аль-Бируни в Танджунг-Думпиле является одним из обязательных мест для посещения, поскольку это единственная обсерватория в Сабахе.

## Религия
Религией большинства жителей района Путатан является ислам, за которым следуют христианство и несколько других религий.

## Демография
Согласно последней переписи 2010 года, население составляет 1306 человек и состоит в основном из баджо, а также малайцев, кадазан-дусунов и китайцев.

## Примечание
1. ↑  Putatan Benefits From KK's Development, Bernama, 2009-07-16, Архивировано из оригинала 4 июня 2011, Дата обращения: 4 октября 2009
2. 1 2  Архивированная копия. Дата обращения: 5 июня 2020. Архивировано 10 февраля 2014 года.
3. ↑  Population Distribution by Local Authority Areas and Mukims, 2010 (Census 2010) Архивная копия от 27 февраля 2012 на Wayback Machine (PDF; 368 kB), Seite 71